# مودیز

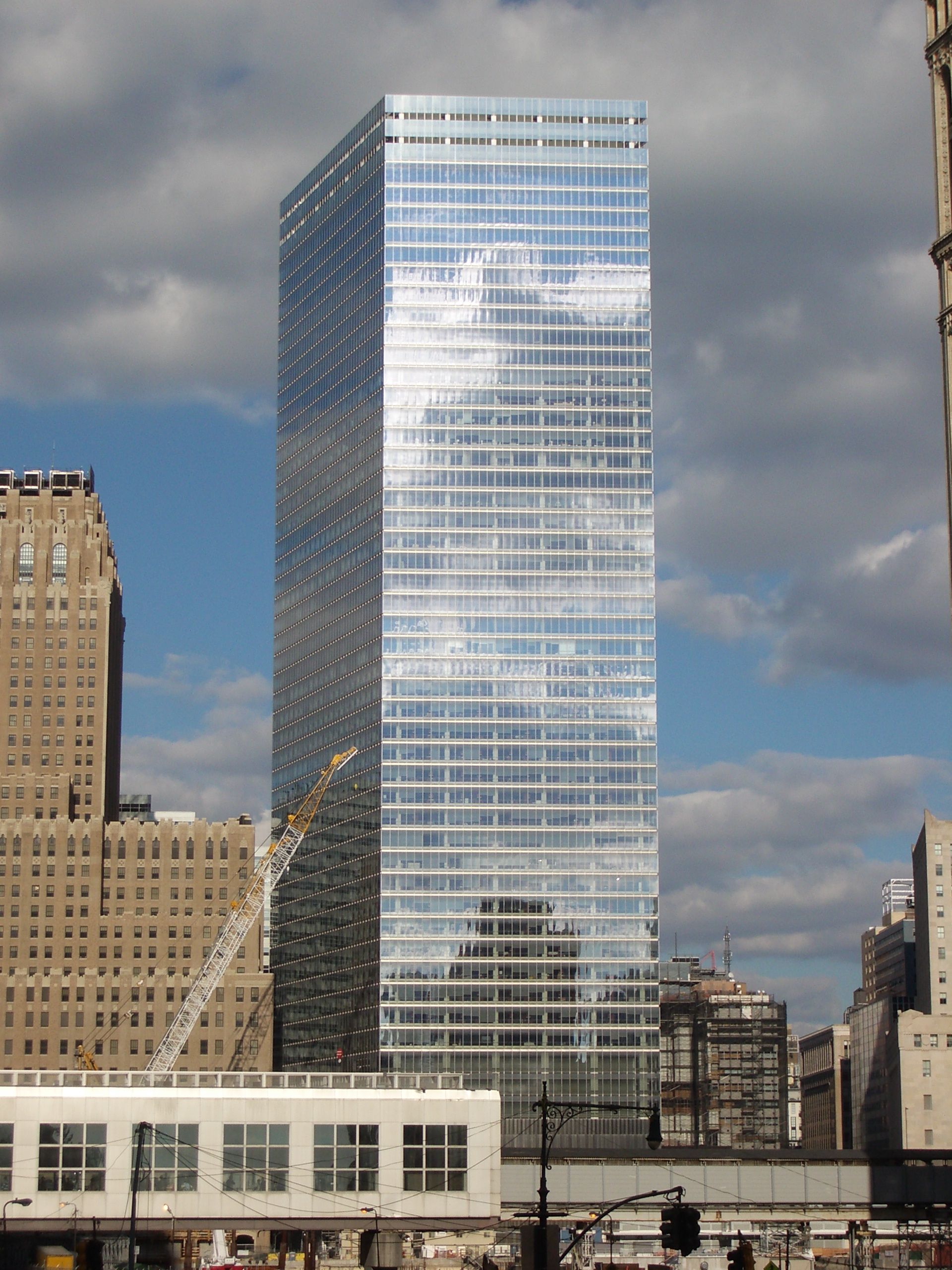
دفتر مرکزی مودیز در مرکز تجارت جهانی (ساختمان شماره ۷)، در سال ۲۰۰۸ نیویورک

مودیز (به انگلیسی: Moody's) شرکت خدمات مالی و تجاری آمریکایی است که در زمینه ارائه خدمات تجزیه و تحلیل بازار اوراق قرضه، مبادله اوراق بهادار، مدیریت بحران و مدیریت صندوق‌های سرمایه‌گذاری فعالیت می‌نماید.
شرکت مودیز در سال ۱۹۰۹ توسط جان مودی تأسیس شد. دفتر مرکزی این شرکت در مرکز تجارت جهانی (ساختمان شماره ۷)، نیویورک قرار دارد و بخشی از سهام آن در بازار بورس نیویورک معامله می‌شود.